# Ferenc Krausz
Ferenc Krausz (czyt. ferenc kraus) (ur. 17 maja 1962 w Morze) – węgiersko-austriacki fizyk, dyrektor Max Planck Institute of Quantum Optics. Laureat Nagrody Wolfa z fizyki (2022) i Nagrody Nobla z fizyki (2023; wraz z Anne L’Huillier i Pierrem Agostinim) Za metody doświadczalne tworzące attosekundowe impulsy światła do badania dynamiki elektronów w materii.
Współzałożyciel Centrum Zaawansowanej Fotoniki w Monachium i profesor Uniwersytetu Ludwika i Maksymiliana w Monachium. Zespół Krausza w 2001 roku jako pierwszy wyizolował i zmierzył pojedynczy attosekundowy impuls świetlny (lasera), co stało się jedną z podwalin fizyki attosekundowej. To pozwala m.in. zaobserwować na poziomie cząsteczkowym jak dane cząsteczki łącza się ze sobą i ile czasu to im zajmuje.
F.Krausz ogłosił, że pieniądze pochodzące z Nagrody Nobla przekaże na pomoc dla Ukrainy.

## Praca naukowa
Na przełomie tysiąclecia Ferenc Krausz wraz ze swoim zespołem w serii eksperymentów wygenerował i zmierzył impulsy świetlne krótsze niż jedna femtosekunda, kontrolował i mierzył oscylacje pola elektrycznego światła widzialnego oraz wykorzystał te narzędzia do obserwacji w czasie rzeczywistym podstawowych zjawisk elektronowych, przewidzianych w poprzednim stuleciu. Te możliwości będą miały kluczowe znaczenie – między innymi – w rozwoju elektroniki i diagnostyki medycznej. Ruchy elektronów inicjują procesy, które tworzą i podtrzymują życie, a także są odpowiedzialne za wymianę energii między światłem a materią. Można je uznać za jedne z najważniejszych ruchów dla ludzkiego życia, zachodzących w czasie liczonym w setkach attosekund. Impulsy attosekundowe pozwalają uchwycić te ruchy wewnątrz atomów, cząsteczek i ciał stałych. 